# ناسيسيلا موريسيو
ناسيسيلا موريسيو (بالبرتغالية: Nacissela Maurício) مواليد 2 يونيو 1980 في لواندا، هي لاعبة كرة سلة أنغولية معتزلة. بدأت مسيرتها الاحترافية في سنة 1997. مثلت منتخب بلادها. شاركت في دورة الألعاب الأولمبية الصيفية سنة 2012. حققت المركز الأول في بطولة أمم أفريقيا لكرة السلة للسيدات 2011.

## سجل المنافسة
شاركت في المنافسات التالية:
- الألعاب الأولمبية الصيفية 2012
- كأس العالم لكرة السلة للسيدات 2014
- بطولة أمم أفريقيا لكرة السلة للسيدات 2007
- بطولة أمم أفريقيا لكرة السلة للسيدات 2009
- بطولة أمم أفريقيا لكرة السلة للسيدات 2011
- بطولة أمم أفريقيا لكرة السلة للسيدات 2013

## روابط خارجية
- ناسيسيلا موريسيو على موقع الاتحاد الدولي لكرة السلة (الإنجليزية)
- ناسيسيلا موريسيو على موقع كرة السلة الأوروبية.كوم (الإنجليزية)
- ناسيسيلا موريسيو على موقع بروبوليرز (الإنجليزية)
- ناسيسيلا موريسيو على موقع سبورتس رفرنس (الإنجليزية)
- ناسيسيلا موريسيو على موقع اللجنة الأولمبية الدولية (الإنجليزية)
- ناسيسيلا موريسيو على موقع أوليمبيديا (الإنجليزية)